# Entimini
Tribu
Entimini est une tribu de coléoptères de la famille des Curculionidae et de la sous-famille des Entiminae.

## Genres
- Cydianerus
- Cyriophthalmus
- Diaprepes
- Entimus
- Nasocomptus
- Paonaupactus (genre éteint)
- Phaedropus
- Polyteles
- Rhigus
- Trachyus

## Liste des genres et espèces

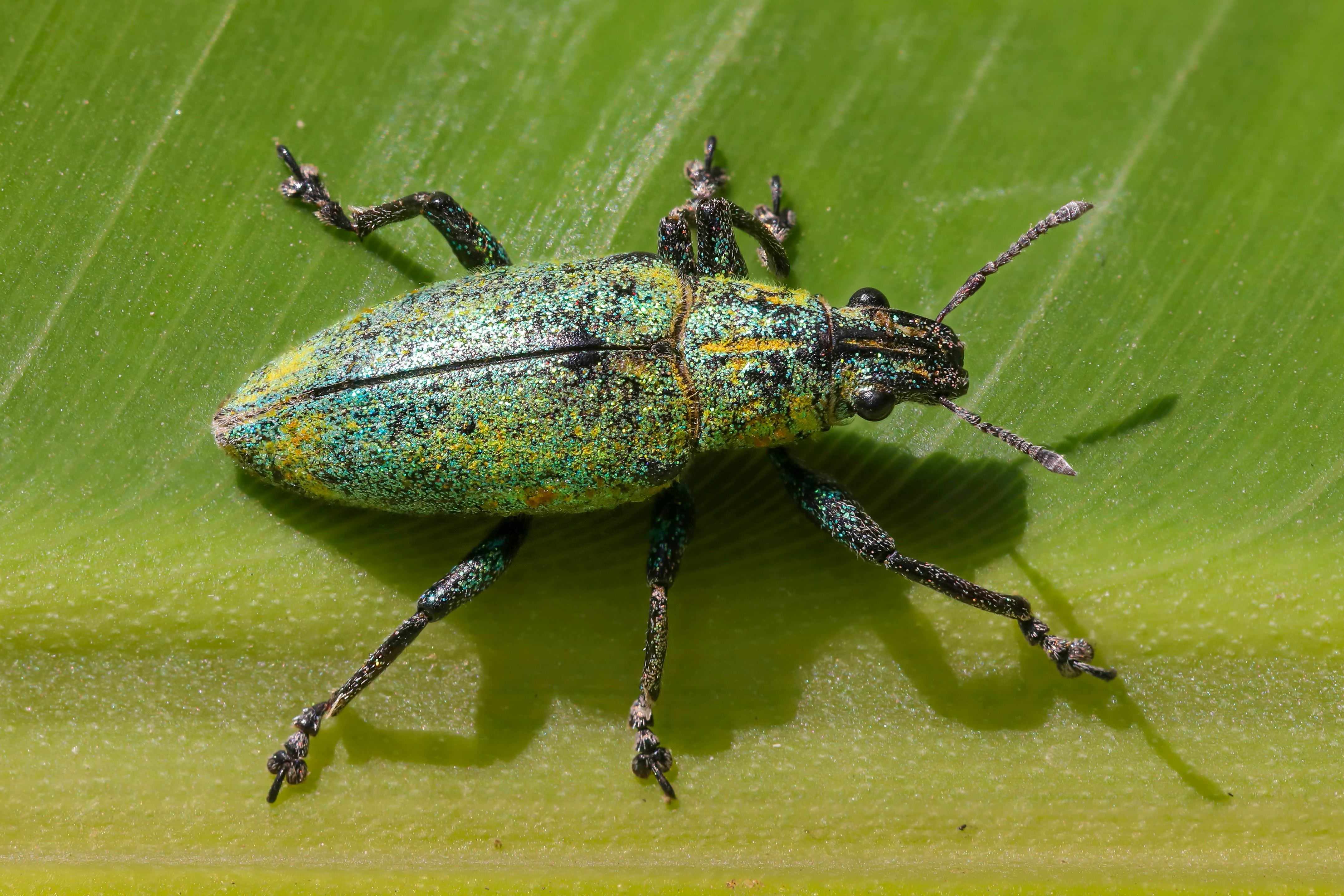
Hypomeces squamosus vert soyeux du Laos, sur une feuille verte. L'insecte mesure environ 12mm de long.

Selon NCBI (30 août 2014) :
- genre Diaprepes
  - Diaprepes abbreviatus
  - Diaprepes balloui
  - Diaprepes boxi
  - Diaprepes famelicus
  - Diaprepes maugei
- genre Hypomeces
  - Hypomeces squamosus
- genre Pandeleteius
  - Pandeleteius nodifer
- genre Scelianoma
  - Scelianoma elydimorpha
- genre Scepticus
  - Scepticus griseus
  - Scepticus insularis
  - Scepticus minowai
  - Scepticus tigrinus
  - Scepticus uniformis
- genre Sympiezomias
  - Sympiezomias cribricollis

Selon Paleobiology Database (30 août 2014) :
- Bagous atavus
- genre Cyriophthalmus
- genre Entimus
- Eudiagogus effossus
- Eudiagogus saxatilis
- genre Eudomus
- genre Geralophus
- Geralophus pumiceus
- Geralophus repositus
- genre Hipporhinops
- Hipporhinus brevis
- Hipporhinus heeri
- Hipporhinus schaumii
- Ophryastes compactus